# Machine (série télévisée)
Pour les articles homonymes, voir Machine (homonymie).
Production
Diffusion
Machine est une série télévisée française réalisée par Fred Grivois d'après un scénario de Thomas Bidegain et Fred Grivois.
La série est une coproduction de 687, F.I.T Production, White Lion Films (Mediawan), Makwa et Arte France.
Le 22 mars 2024, la série remporte le prix de la meilleure série de la compétition française du Festival Séries Mania 2024.

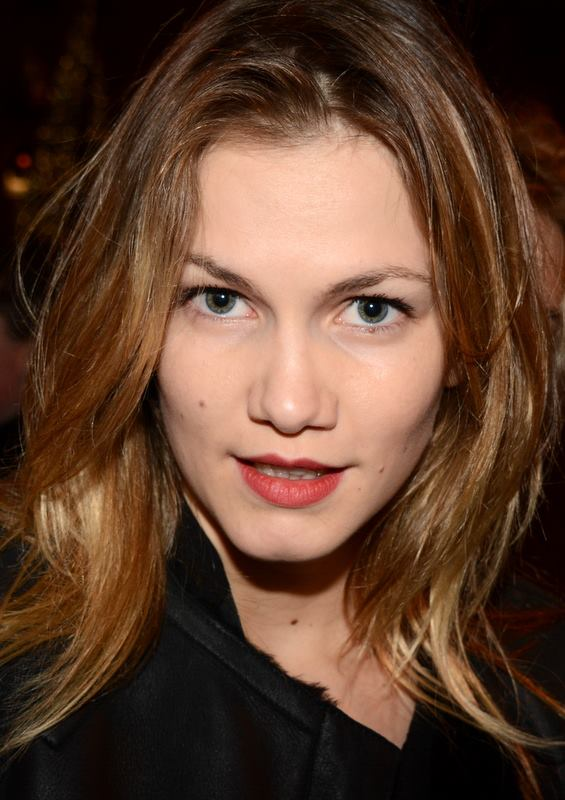
Margot Bancilhon.

## Synopsis
Une ancienne militaire des forces spéciales en cavale, recherchée par un militaire en quête de vengeance qui ignore tout de son identité réelle, revient se cacher dans sa ville d'origine, dans l'Est de la France. Elle se fait embaucher comme mécanicienne intérimaire dans une usine de produits électroménagers menacée de délocalisation après sa reprise par un groupe industriel sud-coréen. 
Dès son arrivée, elle est surnommée « Machine » par JP, un ancien toxico devenu adepte des pensées de Karl Marx et de la pratique du vélo. Partisan de l'autogestion, JP s'oppose aux syndicalistes de la CGT dans le conflit social qui éclate avec la direction. Lorsqu'une sorte de barbouze, envoyée par Matignon auprès de la préfète pour veiller aux intérêts supérieurs de la France, demande à des skinheads néonazis de tabasser les grévistes pour casser le mouvement, Machine dévoile toute l'étendue de sa maîtrise du kung-fu et met à elle seule les agresseurs en déroute, après avoir fait de même avec les représentants d'un cabinet d'audit qui s'étaient montrés violents avec la comptable de l'usine. JP, qui a pris Machine sous son aile, devient peu à peu son ami. Mais la jeune femme craint que ses exploits façon Bruce Lee attirent, par le biais des réseaux sociaux, l'attention du militaire qui la traque.
Chacun des 6 épisodes de la série commence par une citation d'Emmanuel Macron publiée dans le magazine Elle en 2017 : « Mon conseil à la jeunesse : lire Karl Marx ».

## Distribution
- Margot Bancilhon : Machine
- JoeyStarr : Jean-Pierre Angeli, dit « JP »
- Guillaume Labbé : Benoît M.
- Alysson Paradis : la préfète Jeanne Fremond
- Sébastien Lalanne : Robert, l'envoyé de Matignon
- Christophe Kourotchkine : Yves Marchandeau, le patron  de l'usine
- Guang Huo : Wook Kwandaï, le fils du propriétaire sud-coréen de l'usine
- Anne Benoît : Michelle, déléguée syndicale CGT
- Hubert Delattre : André, délégué syndical CGT
- Hiba El Aflahi : Leïla, la comptable
- Alexandre Philip : Stéphane, le préposé au guichet du personnel
- Michaël Abiteboul : le vlogueur « Final Fuck »
- Solène Rigot : Stéphanie, l'employée de l'hôtel
- Dimitri Storoge : capitaine Alain Beaulieu
- Léonie Simaga : colonelle Karras
- Eriq Ebouaney : le maître kung fu
- Constance Labbé : la pseudo « Corinne Levasseur » (épisode 1)
- Évelyne Istria : Aglaée Stronsky, la « Mamie » de Machine

## Production

### Genèse et développement
La série est une coproduction de 687, F.I.T Production, White Lion Films (Mediawan), Makwa et Arte France,,, réalisée avec le soutien de la région Grand Est, de la Ville de Reims et de la communauté urbaine du Grand Reims.
La série est créée et écrite par Thomas Bidegain et Fred Grivois, et la réalisation est assurée par Fred Grivois,.
Le réalisateur explique que l'idée de Machine lui est venue en regardant le film La Loi du marché : « En voyant le film de Stéphane Brizé, je me suis dit que les plus jeunes ne comprendraient pas forcément ce que c'est la gauche (politique) et le syndicalisme. Je suis parti sur cette idée d'expliquer aux adolescents d'aujourd'hui ce que c'est la lutte des classes et ce que c'est d'être de gauche en essayant de trouver un moyen fun. Et comme j'ai deux adolescents à la maison qui sont fans de John Wick, je me suis dit que ce serait quand même marrant de mélanger Karl Marx et John Wick ».
Le réalisateur Fred Grivois explique dans les notes de production : « Quand on dit que les inégalités se creusent, que les rapports sociaux se tendent, c'est bien de la lutte des classes qu'il s'agit. Pour parler de cela aux jeunes spectateurs, j'ai choisi d'adopter une approche plus moderne que celle que l'on voit habituellement dans le cinéma social. Une sorte de croisement entre Kill Bill et La Loi du marché ».
Durant une conférence de presse tenue lors du festival lillois, Thomas Bidegain déclare : « On se réjouit de voir que Jeff Bezos a financé une série qui parle de réappropriation de l'outil de travail par le prolétariat ».

### Attribution des rôles
Le rôle-titre est interprété par Margot Bancilhon, qui a suivi 6 mois d'entraînement de boxe thaï, ainsi que deux semaines de formation aux cascades et aux chorégraphies.
Margot Bancilhon explique comment le réalisateur et coscénariste Fred Grivois lui a présenté la série : « La première chose qu'il m'a dite, c'est qu'il s'agissait d'une série "Kung-Fu marxiste", avec une ancienne militaire ayant déserté et qui va se bastonner. Il m'a dit qu'il voulait que ce soit moi et que je fasse les cascades moi-même. Forcément, j'ai mordu au challenge ! C'était tout de même un challenge de dingue ! C'était un pari risqué, mais un pari à faire […] Au départ, quand il m'explique le projet, je ne comprends rien ! Je ne comprends pas ce qu'il me raconte ».
L'actrice réalise toutes ses cascades elle-même, dont un impressionnant saut dans le vide dans le cinquième épisode. Elle précise quand même à Télé-Loisirs : « Pour être complètement honnête, il y a juste deux plans que je n'ai pas faits. Mais sinon, c'est moi tout le temps. Il n'y a pas de doublure ». Et elle ajoute : « En réalité ce qu'on voit dans la série, ce n'est pas réellement du Kung-fu. Il y a de la boxe, du ju-jitsu, un peu de Kung-fu, c'est un mélange de sports de combat » « Je me suis sentie extraordinairement forte. Parce qu'il est libre et puissant, ce personnage m'a personnellement fait du bien. Le fait est, aussi, que j'ai dû faire beaucoup de sport, parce qu'il fallait que je réalise toutes les cascades moi-même ».
Quant à son look et à ses dreadlocks, Margot Bancilhon explique : « Au départ, Fred avait envie de faire une sorte d'icône de ce personnage, comme par exemple Lisbeth Salander dans Millenium. Esthétiquement, il voulait quelque chose de marqué, de très fort. Donc les dreads, les tatouages... J'ai donc dit à Fred qu'il fallait y aller à fond. Donc, j'ai proposé qu'on mette des tatouages sur tout de dos, tout le bras ». « J'avais une perruque en moitié de tête avec, sur le devant, dix-huit vraies dreads cousues tous les matins, c'était à peu près deux heures de prépa. À côté de ça, il fallait refaire les tatouages tous les dix jours, ce qui prenait une journée ».
Face à l'actrice, le rôle de JP est interprété par le rappeur devenu acteur Didier Morville, dit JoeyStarr, qui précise « Kung-fu, syndicalisme, marxisme et cyclisme : y a pas moyen, je voulais voir l'interaction entre tout ça. J'étais curieux, parce que c'est pas une histoire qu'on a l'habitude de voir. Moi, je viens d'un milieu populaire duquel j'ai pu puiser pour la posture que je me devais d'avoir. J'ai grandi dans une ville communiste, alors toutes ces actions, ce contexte, je connais assez bien ».
Margot Bancilhon confie à propos de l'ancien leader du groupe NTM : « J'ai été hyper-touchée par Didier, j'ai adoré tourner avec lui, c'est un partenaire en or, très libre, très inspirant ».

### Tournage
Le tournage de la série a lieu du début du mois de février au 13 avril 2023 à Charleville-Mézières, Les Mazures et Revin dans le département des Ardennes, à Bétheny, Châlons-en-Champagne, Fismes, Épernay, Reims et Ville-en-Selve dans la Marne, à Nancy dans la Meurthe-et-Moselle ainsi qu'en Île-de-France.

### Fiche technique
- Titre français : Machine
- Genre : Action
- Production : Elsa Bart et Noor Sadar
- Sociétés de production : 687, F.I.T Production, White Lion Films (Mediawan), Makwa et Arte France[3],[4],[5]
- Réalisation : Fred Grivois[6],[3],[4],[5]
- Scénario : Thomas Bidegain, Fred Grivois[6],[3],[4],[5] et Valentine Monteil[13]
- Musique : Thomas Cappeau[13]
- Décors : Pierre Pell[13]
- Costumes : Marion Moulès et Matthieu Camblor[13]
- Photographie : Martin Roux
- Son : Thomas Tymen
- Montage : Olivier Galliano, Dorian Tabone, Stéphanie Pelissier et Thomas Guidon[13]
- Maquillage : Shirley Drai
- Pays de production :  France
- Langue originale : français
- Format : couleur
- Nombre de saisons : 1
- Nombre d'épisodes[6],[3] : 6
- Durée : 52 minutes[6],[3]
- Dates de première diffusion :
  - France : 11 avril 2024 sur Arte

## Accueil

### Audiences et diffusion
La série est diffusée sur Arte (en France et en Belgique) par salve de trois épisodes les jeudis 11 et 18 avril 2024.
| Épisode              | Diffusion            | Diffusion            | Audience moyenne          | Audience moyenne                       | Audience moyenne | Réf.   |
| Épisode              | Jour                 | Horaire              | Nombre de téléspectateurs | Part de marché (sur les 4 ans et plus) | Classement       | Réf.   |
| -------------------- | -------------------- | -------------------- | ------------------------- | -------------------------------------- | ---------------- | ------ |
| 1                    | Jeudi 11 avril 2024  | 20 h 55 - 21 h 45    | 618 000                   | 3,1 %                                  | 8e               | [ 14 ] |
| 2                    | Jeudi 11 avril 2024  | 21 h 45 - 22 h 35    | 618 000                   | 3,1 %                                  | 8e               | [ 14 ] |
| 3                    | Jeudi 11 avril 2024  | 22 h 35 - 23 h 25    | 618 000                   | 3,1 %                                  | 8e               | [ 14 ] |
| 4                    | Jeudi 18 avril 2024  | 20 h 55 - 21 h 45    | 459 000                   | 2,3%                                   | 9e               | [ 15 ] |
| 5                    | Jeudi 18 avril 2024  | 21 h 45 - 22 h 35    | 459 000                   | 2,3%                                   | 9e               | [ 15 ] |
| 6                    | Jeudi 18 avril 2024  | 22 h 35 - 23 h 25    | 459 000                   | 2,3%                                   | 9e               | [ 15 ] |
|                      |                      |                      |                           |                                        |                  |        |
| Moyenne de la saison | Moyenne de la saison | Moyenne de la saison | 538 500                   | 2,7 %                                  |                  |        |

- Les plus hauts chiffres d'audience
- Les plus bas chiffres d'audience

### Accueil critique
Alexandre Letren, du site VL-Media, est dithyrambique : « On n'aime pas Machine, on adore ! Et il est bien difficile de ne porter son choix que sur une seule raison. On aime avant tout la proposition singulière que nous fait la série. Singulière car elle parvient à mettre sur un pied d'égalité dans son traitement toute la question sociale, ce qui se dit sur le monde du travail, sur notre société actuelle, ses dérives, et la partie plus « fun » portée par le personnage lui même et les scènes d'action très très réussies que renferme la série ».
Le Parisien qualifie la série de jubilatoire et décapante, et souligne que l'héroïne est « formidablement interprétée par Margot Bancilhon » et que JoeyStarr est très convaincant.
La Libre qualifie d'« objet télévisuel inclassable » cette série où « Margot Bancilhon et JoeyStarr mènent la lutte finale façon manga ».
Jean-Marc Verdrel, du site Coulisses.tv, estime que « Entre pop culture et conscience sociale, Machine avance sur un fil, et fait mouche – à l'instar de son héroïne. Dans ce rôle très physique, Margot Bancilhon, qui a exécuté la plupart des cascades elle-même, impressionne. En quête de sens, à la fois implacable et tourmentée, cette mystérieuse femme sans nom trouve son salut dans l'amitié qu'elle noue avec l'attachant JP (JoeyStarr, impeccable), lui-même sauvé par la lecture de Marx et la pratique du vélo ».
Le Nouvel Obs, très isolé dans cet océan de louanges, est critique : « Le scénario comme les dialogues sont lourds, les scènes d'action, laborieuses, les emprunts à la pop culture, gênants (notamment la figure du mentor copiée sur Stick, le personnage créé par Frank Miller), la mise en scène, pauvre et les seconds rôles, peu crédibles ».
Première trouve Margot Bancilhon bluffante dans cette série qui utilise le « kung-fu comme un moyen de parler réappropriation de l'outil de production par le prolétariat » et où « JoeyStarr réhabilite Karl Marx contre le syndicalisme moderne sauce CGT » : « Le résultat est surprenant. Inégal, mais admirablement audacieux ».
Télé-Loisirs souligne que « La réussite de l'ensemble doit beaucoup à Margot Bancilhon, déjà magistrale, dans un registre radicalement opposé, dans la récente mini-série De Grâce. Impressionnante physiquement, elle ne l'est pas moins émotionnellement. Il lui suffit ainsi de lever un sourcil ou de lancer une réplique pour suggérer l'intériorité de son personnage et mettre KO. Définitivement une grande prestation ! Si Machine ne manquera pas de diviser, l'interprétation de Margot Bancilhon, elle, devrait faire à coup sûr l'unanimité ».
Pour Ouest-France, Machine est « le combo parfait entre Karl Marx et Kill Bill » : « On prend un plaisir fou à suivre les aventures ouvrières de Machine, où chaque coup de poing possède le timing parfait, y compris lorsqu'ils sont assénés sur le morceau Femme Like U de K. Maro. Le mélange des genres est osé, mais si merveilleusement exécuté que l'on prie Arte de donner une saison 2 à ce bijou déjanté ».
Pour Laura Bruneau, du site Pure Médias, la mise en scène réussie des scènes d'action, la qualité des répliques, la bande-son que Machine écoute dans son walkman, ainsi que des personnages secondaires typés comme une barbouze prête à tout et un vlogueur proche des gilets jaunes constituent « une recette gagnante pour une série originale et réussie. Un prix de meilleure série française mérité ».
Le quotidien Les Échos souligne qu'« Arte aime surprendre et, avec Machine, le pari est gagné » avant de conclure : « Une série étonnante, portée par un casting formidable. À ne pas manquer sur Arte ».
Pour Jean-Christophe Nurbel, du site Bulles de culture, « "Mon conseil à la jeunesse : lire Karl Marx." En s'emparant de cette citation de 2017 d'Emmanuel Macron pour la série Machine, les créateurs Thomas Bidegain et Fred Grivois signent six épisodes décalés et pop, mêlant action et engagement militant, et porté par une héroïne marquante et inspirée de la Kill Bill de Quentin Tarantino ».